# The Pandemic Special
The Pandemic Special è un episodio speciale della serie animata South Park. È il primo episodio della ventiquattresima stagione ed è andato in onda per la prima volta negli Stati Uniti il 30 settembre 2020 su Comedy Central (trasmettendo in simulcast con MTV e MTV2) e in Italia l'8 ottobre 2020 su Comedy Central.
Lo special è incentrato sull'impatto della pandemia di COVID-19 sulla popolazione di South Park, in particolare su Randy Marsh che cerca di nascondere il suo ruolo nella pandemia, mentre gli studenti della scuola elementare di South Park vengono bloccati a seguito di un incidente con la polizia. L'episodio fa satira su aspetti della risposta degli Stati Uniti alla pandemia, sulla brutalità poliziesca e sui disordini razziali, tra cui la salute mentale, la manipolazione delle mascherine, l'istruzione, la sinofobia e il disinvestimento della polizia.
I critici hanno elogiato il commento sociale e l'umorismo, tuttavia hanno criticato la trama e la durata complessiva dell'episodio, con Adam Beam di The Slate che ha affermato che il tempo di esecuzione dell'episodio non era sufficiente per sviluppare i vari punti della storia. Negli Stati Uniti è stato l'episodio di South Park con il punteggio più alto in oltre sette anni di trasmissione, totalizzando oltre 4,05 milioni di spettatori in simulcast e diventando il programma più visto della notte. L'episodio è stato pubblicato gratuitamente sul sito web di South Park, nonché sull'app Comedy Central e su siti web con autenticazione al TV Everywhere, oltre al servizio HBO Max.

## Trama

Randy Marsh annuncia la "Pandemic Special" ai cittadini di South Park

In mezzo alla pandemia COVID-19 in corso, Butters Stotch è sconvolto dal fatto che i suoi genitori non gli permetteranno di visitare Build-A-Bear. Suo padre, Stephen Stotch, critica l'uso improprio di maschere protettive, chiamandole con derisione "pannolini per il mento", quando viene distratto da una folla che si riunisce per uno spettacolo dal vivo messo in scena da Randy Marsh, che annuncia uno "speciale pandemico" sulla marijuana venduta da le sue Tegridy Farms. La moglie di Randy, Sharon, lo rimprovera per aver cercato di trarre profitto dalla pandemia. Nel frattempo, Eric Cartman canta estasiato sul distacco sociale, poiché può stare a casa ed evitare lezioni scolastiche online fingendo problemi di connessione con le classi Zoom. La sua gioia si trasforma in furia quando sua madre, Liane Cartman, gli dice che la scuola potrebbe riaprire presto.
A Tegridy Farms, Sharon informa Randy che suo fratello, Jimbo Kern, ha il COVID-19, ma Randy insiste che Jimbo è malato perché è un "alcolizzato grasso". Randy apprende dai notiziari televisivi che un pipistrello a Wuhan, in Cina, ha iniziato la pandemia, provocando un flashback di una visita passata in Cina , in cui ha saltellato con Topolino, durante il quale entrambi hanno avuto rapporti sessuali con un pipistrello. Rendendosi conto che sono responsabili del virus, Randy chiama quindi Topolino e vaga per South Park, osservando colpevolmente gli impatti negativi del virus. Cartman fa visita a Kyle Broflovski per lamentarsi della prospettiva di dover tornare a scuola. Il consiglio della scuola elementare di South Park convoca una riunione Zoom guidata dal signor Mackey. L'incontro si trasforma rapidamente in una partita urlante di insulti osceni, spingendo il signor Mackey a usare un pulsante di disattivazione dell'audio. L'incontro decide che la South Park Elementary riaprirà, ma sarà gestita dalle forze di polizia ormai defunte, che avevano perso la maggior parte dei fondi a causa della violenza della polizia.
Di ritorno alla Tegridy Farms, Randy cerca di impedire a Sharon, Shelly Marsh e Stan Marsh di guardare il telegiornale e scopre che il virus è effettivamente originato da un pangolino. Randy ha un altro flashback, ricordando di aver avuto rapporti sessuali con lo stesso pangolino anche in Cina, che ha creato il virus. Quando la scuola locale riapre, gli agenti di polizia scoprono di non avere idea di come insegnare quando Cartman viene improvvisamente trascinato dentro e ammanettato a una sedia. Cerca di scappare e attacca Kyle che poi reagisce, spingendo la polizia ad aprire il fuoco e sparare a Token Black.
Il pangolino di Wuhan viene portato negli Stati Uniti per lo studio nella speranza di sviluppare un vaccino. Temendo che la sua zoofilia venga scoperta, Randy ruba il pangolino. Topolino minaccia di uccidere Randy e inviare i suoi campioni di DNA agli scienziati per creare un vaccino. Randy convince Mickey a dargli più tempo promettendogli di trovare una cura. Quella notte, Randy entra nel reparto di ospedale di Jimbo e gli dà uno spinello di marijuana mescolato con lo sperma di Randy. Il giorno seguente, Sharon informa Randy che Jimbo si è ripreso. Randy decide di aumentare la sua marijuana Pandemic Special con il suo seme, ma viene interrotto quando Sharon lo convoca per osservare che Jimbo si è fatto crescere i baffi identici a quelli di Randy. L'ospedale locale si riempie di pazienti maschi e femmine affetti dallo stesso tipo di baffi.Il dottor Anthony Fauci appare in televisione, dicendo alle persone di indossare maschere sulla zona in cui sono i loro baffi, mentre il telegiornale consiglia alle persone di rimanere a casa e rilassarsi con un po' 'di Pandemic Special.
La polizia sostiene che Token è stato ricoverato in ospedale a causa del coronavirus e l'intera scuola è stata messa in quarantena, che diventa più simile a una prigione sotto la sorveglianza degli ufficiali. Butters si arrabbia sempre di più perché potrebbe non visitare mai Build-A-Bear, mentre Stan inizia a soffrire di esaurimento nervoso. Alla Casa Bianca, il presidente Garrison riceve una chiamata da Stan, che gli dice che uno degli studenti è davvero malato, ma Garrison si rifiuta di fare qualsiasi cosa contro il virus perché quest'ultimo gli sta permettendo di mantenere la sua promessa elettorale in quanto sta provocando la morte dei messicani e altre minoranze etniche, il cui tasso di mortalità è più elevato di quello dei bianchi.
Stan promette di portare Butters a Build-A-Bear e convince gli studenti a lasciare la scuola. Proteste, rivolte e saccheggi scoppiano a South Park, consentendo alla polizia di recuperare i fondi e le munizioni per sedare i disordini civili. Kenny McCormick è tra quelli uccisi dalla polizia. I ragazzi irrompono in Build-A-Bear ma Stan non è in grado di utilizzare con successo l'attrezzatura. La polizia sta per aprire il fuoco sui ragazzi, quando Randy interviene e consegna il pangolino. Cartman afferra il pangolino, con l'intenzione di ucciderlo, ma cambia idea quando Stan fa un discorso appassionato. Cartman consegna il pangolino a uno scienziato, solo che il presidente Garrison appare all'improvviso e uccide sia lui che lo scienziato con un lanciafiamme. Quindi ricorda alle persone di votare nelimminenti elezioni presidenziali mentre la polizia, Randy e i ragazzi restano sbalorditi. In seguito, sono scoppiati incendi e South Park è bloccata a tempo indeterminato. Randy sta per confessare le sue azioni a Sharon quando nota che anche lei ha i baffi. Questo fa cambiare idea a Randy e decide di organizzare qualche altro speciale.